# Portrait du frère Gregorio Belo de Vicence
Le Portrait du frère Gregorio Belo de Vicence est une peinture à l'huile sur toile (87,3 × 71 cm) de Lorenzo Lotto, datant de 1547, conservée au Metropolitan Museum of Art de New York.

## Histoire
L'inscription en latin en bas à droite permet d'identifier ce portrait et de le dater : F. Gregorr belo de Vicentia / eremite in Hieronimi Ordinis beati / fratri Petris de Pisis Anno / etatis eius LV, M.D.XLVII.
Il est fait aussi mention de ce tableau dans le Libro di spese diverse de l'artiste, qui en avait reçu la commande des ermites de Saint Jérôme, et de ce frère, le 9 décembre 1546. Lotto le termine en octobre 1547.
Autrefois dans la collection du maréchal von Schulenberg, qui l'avait acquis à Venise en 1738, il fut vendu par ses héritiers en 1965 au Metropolitan Museum of Art.

## Description et style
Sur fond de ciel sombre avec une représentation de la Crucifixion derrière lui, le frère ermite est représenté à mi-corps très près du spectateur, tandis qu'il tient un livre ouvert de la main gauche et se frappe la poitrine du poing droit (en signe de repentance), iconographie utilisée fréquemment pour représenter saint Jérôme repentant (qui lui le fait avec une pierre). Avec une certaine simplicité de moyens typique de la maturité de l'artiste, Lotto réussit à composer un portrait de grande intensité, surtout grâce à l'expression du visage marqué par la rigueur et les années de prière, ainsi que par le poing fermé et le rendu des veines sur la main droite.  